# Friedrich-Glauser-Preis

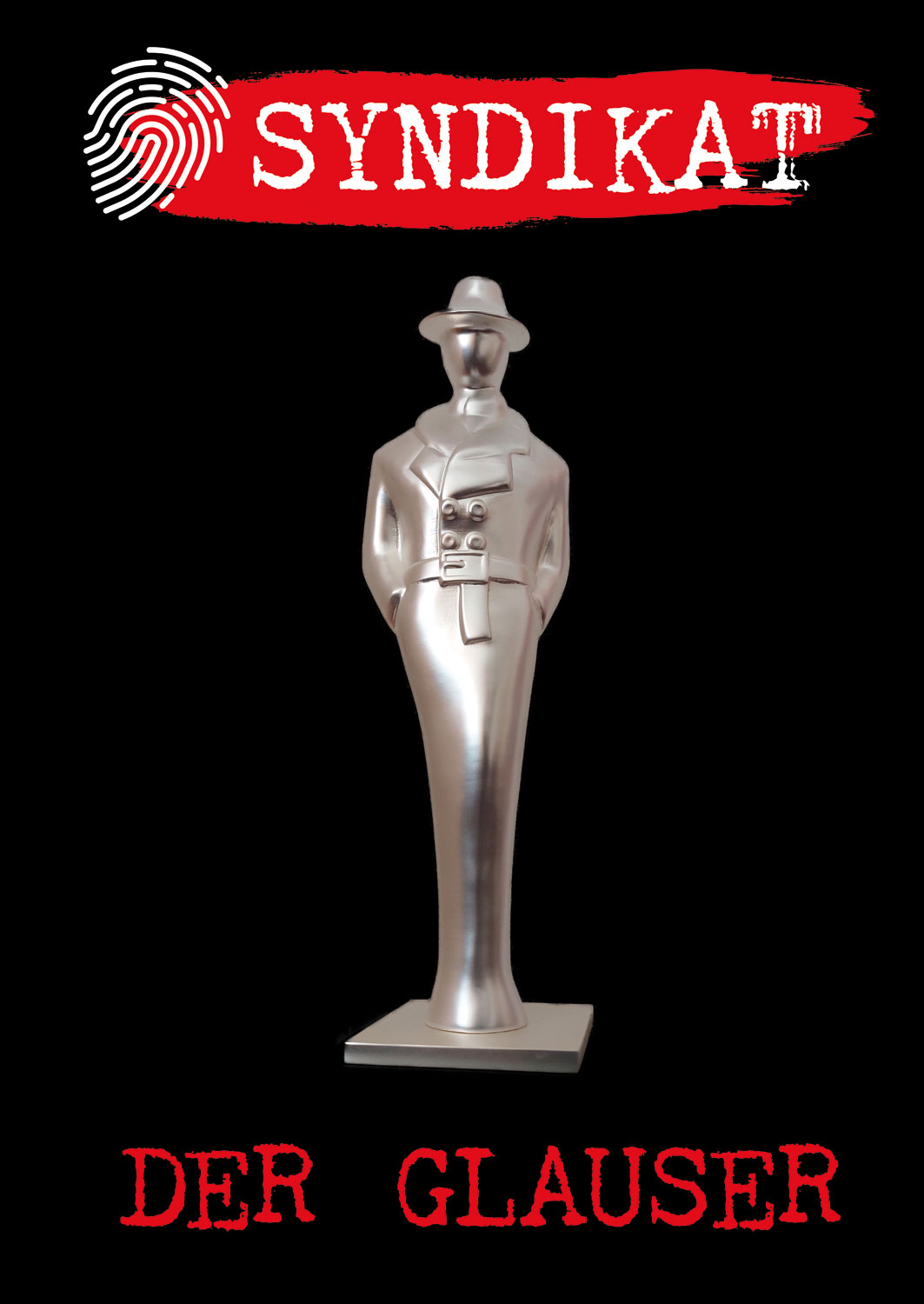
Der GLAUSER 2024

Der abgekürzt Glauser genannte Friedrich-Glauser-Preis ist neben dem Deutschen Krimi Preis der wohl wichtigste Krimipreis im deutschsprachigen Raum. Benannt ist er nach dem Schweizer Schriftsteller Friedrich Glauser (1896–1938), der als erster deutschsprachiger Krimiautor gilt.
Der Preis wird seit 1987 alljährlich vom Syndikat verliehen, der 1986 auf Initiative von Fred Breinersdorfer und Peter Schmidt gegründeten, 750 Mitglieder (Stand: Februar 2018) zählenden Autorengruppe deutschsprachige Kriminalliteratur. Die populärste Auszeichnung wird für den besten Kriminalroman des Jahres in deutscher Sprache vergeben und ist mit 5000 Euro dotiert.
Zu den weiteren Kategorien gehört der Ehrenglauser, der besondere Verdienste einer Person um die deutschsprachige Kriminalliteratur würdigt. Auch Nichtautoren können die Auszeichnung erhalten (z. B. Kritiker, Literaturwissenschaftler etc.). Der Preis ist seit 2006 eine von dem bulgarischen Künstler Mincho Minev entworfene Bronzefigur. In den Jahren zuvor gestalteten die Künstler Waldemar Otto bzw. Dieter Bohnet die Figur.
Seit 2020 ist der Preis eine androgyn gestaltete Figur aus Zinkdruckguss. Der Entwurf stammt von der Hamburger Illustratorin Jutta Berend.
Seit 2002 wird der Friedrich-Glauser-Preis zusätzlich in den Kategorien Debütroman, dotiert mit 1.500 Euro, und Krimi-Kurzgeschichte, dotiert mit 1.000 Euro, verliehen. Weiterhin prämierte Das Syndikat von 2000 bis 2019 mit dem Hansjörg-Martin-Preis den besten Kinder- oder Jugendkrimi, dotiert mit 2.500 Euro. Seit 2020 ist diese Kategorie aufgeteilt und umbenannt in Glauser-Preis für den besten Kinderkrimi und Glauser-Preis für den besten Jugendkrimi, die jeweils mit 2000 Euro dotiert sind.  Die Preisverleihungen finden jedes Jahr in jeweils wechselnden Städten auf dem großen Krimi-Event des Syndikats, der Criminale, statt.

## Übersicht Kategorien und Auswahlverfahren

### Übersicht Kategorien
| Kategorie                                                  | verliehen |
| ---------------------------------------------------------- | --------- |
| Bester Roman – Glauser Autorenpreis                        | ab 1987   |
| Glauser Ehrenpreis – Auszeichnung für besondere Verdienste | ab 1987   |
| Hansjörg-Martin-Preis – Bester Kinder- oder Jugendkrimi    | 2000–2019 |
| Bester Kinderkrimi                                         | ab 2020   |
| Bester Jugendkrimi                                         | ab 2020   |
| Debüt – Bester Erstlingsroman                              | ab 2002   |
| Beste Krimi-Kurzgeschichte                                 | ab 2002   |

### Auswahlverfahren
Auf der Criminale findet die jährliche Vollversammlung des Syndikats statt, auf der die neuen Jurys für die verschiedenen Kategorien und die Jury des Syndikats – für den Ehrenglauser – gewählt werden (zu den Besonderheiten beim Hansjörg-Martin-Preis siehe unten). Die Jurys bestehen in der Regel aus fünf stimmberechtigten Autoren und dem Jury-Sekretär, wobei der gekürte Preisträger der jeweiligen Kategorie als gesetztes Mitglied der neuen Jury gilt (Ausnahme: Ehrenglauser). Veröffentlichungen aus dem zu bewertenden Jahr von Jury-Mitgliedern selbst können nicht in Vorschlag gebracht werden. Koordiniert wird der laufende Austausch zwischen den Jury-Mitgliedern durch die Jury-Sekretäre des Syndikats, denen auch die Leitung der Jury-Sitzungen obliegt. Sie informieren unmittelbar nach der jährlichen Criminale alle Krimiverlage, Presse etc. über die Ausschreibung des Preises. Parallel erfolgt die Ausschreibung auf der Internetseite des Syndikats. Eingereicht werden können alle Krimis, die als Originalausgabe im jeweiligen Vorjahr erschienen sind und bis zu einem angekündigten Einsendeschluss des Jahres übersandt werden.
Früh im neuen Jahr treffen sich die Jurys, um die Auswahl der fünf Nominierten zu treffen, unter denen sich auch der Preisträger befindet.

## Preisträger

### Bester Roman – Glauser Autorenpreis
| Jahr | Preisträger/-in            | Titel                                       | Verlag1                          |
| ---- | -------------------------- | ------------------------------------------- | -------------------------------- |
| 1987 | Sam Jaun                   | Die Brandnacht                              | Benziger, Zürich u. a. 1986      |
| 1988 | Jürgen Alberts             | Landru                                      | Klett-Cotta, Stuttgart 1987      |
| 1989 | Bernhard Schlink           | Die gordische Schleife                      | Diogenes, Zürich 1988            |
| 1990 | Heinz Werner Höber         | Nun komm ich als Richter                    | Rowohlt, Reinbek 1989            |
| 1991 | Jürgen Breest              | Schade, dass du ein Miststück bist          | Rowohlt, Reinbek 1990            |
| 1992 | Edith Kneifl               | Zwischen zwei Nächten                       | Wiener Frauenverlag, Wien 1991   |
| 1993 | Martin Grzimek             | Feuerfalter                                 | Hanser, München u. a. 1992       |
| 1994 | Ingrid Noll                | Die Häupter meiner Lieben                   | Diogenes, Zürich 1993            |
| 1995 | Peter Paul Zahl            | Der schöne Mann                             | Das Neue Berlin, Berlin 1994     |
| 1996 | H. P. Karr / Walter Wehner | Rattensommer                                | Haffmans, Zürich 1995            |
| 1997 | Hartmut Mechtel            | Der unsichtbare Zweite                      | Argument, Berlin u. a. 1996      |
| 1998 | Robert Hültner             | Die Godin                                   | Eichborn, Frankfurt am Main 1997 |
| 1999 | Alfred Komarek             | Polt muss weinen                            | Haymon, Innsbruck 1998           |
| 2000 | Uta-Maria Heim             | Engelchens Ende                             | Rowohlt, Reinbek 1999            |
| 2001 | Horst Eckert               | Die Zwillingsfalle                          | Grafit, Dortmund 2000            |
| 2002 | Thomas Glavinic            | Der Kameramörder                            | Volk und Welt, Berlin 2001       |
| 2003 | Bernhard Jaumann           | Saltimbocca                                 | AtV, Berlin 2002                 |
| 2004 | Gabriele Wolff             | Das dritte Zimmer                           | Haymon, Innsbruck 2003           |
| 2005 | Hansjörg Schneider         | Hunkeler macht Sachen                       | Ammann, Zürich 2004              |
| 2006 | Astrid Paprotta            | Die Höhle der Löwin                         | Piper, München 2005              |
| 2007 | Martin Suter               | Der Teufel von Mailand                      | Diogenes, Zürich 2006            |
| 2008 | Lilian Faschinger          | Stadt der Verlierer                         | Hanser, München 2007             |
| 2009 | Gisa Klönne                | Nacht ohne Schatten                         | Ullstein, Berlin 2008            |
| 2010 | Zoran Drvenkar             | Sorry                                       | Ullstein, Berlin 2009            |
| 2011 | Kurt Palm                  | Bad Fucking (Film)                          | Residenz, St. Pölten 2010        |
| 2012 | Michael Theurillat         | Rütlischwur                                 | Ullstein, Berlin 2011            |
| 2013 | Roland Spranger            | Kriegsgebiete                               | Bookspot, München 2012           |
| 2014 | Judith W. Taschler         | Die Deutschlehrerin                         | Picus-Verlag, Wien 2013          |
| 2015 | Tom Hillenbrand            | Drohnenland                                 | Kiepenheuer & Witsch, Köln 2014  |
| 2016 | Michael Böhm               | Herr Petermann und das Triptychon des Todes | Bookspot, Planegg 2015           |
| 2017 | Bernhard Aichner           | Interview mit einem Mörder                  | Haymon, Innsbruck 2016           |
| 2018 | Jutta Profijt              | Unter Fremden                               | dtv, München 2017                |
| 2019 | Max Bronski                | Oskar                                       | Droemer, München 2017            |
| 2020 | Jürgen Heimbach            | Die Rote Hand                               | Weissbooks, Zürich 2019          |
| 2021 | Tommie Goerz               | Meier                                       | Ars Vivendi, Cadolzburg 2020     |
| 2022 | Jörg Juretzka              | Nomade                                      | Rotbuch Verlag, Berlin 2021      |
| 2023 | Ellen Dunne                | Boom Town Blues                             | Haymon, Innsbruck 2022           |
| 2024 | Joachim B. Schmidt         | Kalmann und der schlafende Berg             | Diogenes, Zürich 2023            |

1 = Die Verlags- und Jahresangaben beziehen sich auf die deutschsprachigen Originalausgaben

### Debüt – Bester Erstlingsroman
| Jahr | Preisträger/-in                       | Titel                               | Verlag1                          |
| ---- | ------------------------------------- | ----------------------------------- | -------------------------------- |
| 2002 | Christoph Spielberg                   | Die russische Spende                | Piper, München 2001              |
| 2003 | Richard Birkefeld / Göran Hachmeister | Wer übrig bleibt, hat Recht         | Eichborn, Frankfurt am Main 2002 |
| 2004 | Norbert Horst                         | Leichensache                        | Goldmann, München 2003           |
| 2005 | Stefan Slupetzky                      | Der Fall des Lemming                | Rowohlt, Reinbek 2004            |
| 2006 | Leonie Swann                          | Glennkill                           | Goldmann, München 2005           |
| 2007 | Andrea Maria Schenkel                 | Tannöd                              | Edition Nautilus, Hamburg 2006   |
| 2008 | Rainer Gross                          | Grafeneck                           | Pendragon, Bielefeld 2007        |
| 2009 | Lucie Klassen                         | Der 13. Brief                       | Grafit, Dortmund 2008            |
| 2010 | Andreas Föhr                          | Der Prinzessinnenmörder             | Knaur, München 2009              |
| 2011 | Petra Busch                           | Schweig still, mein Kind            | Knaur, München 2010              |
| 2012 | Lena Avanzini                         | Tod in Innsbruck                    | Emons, Köln 2011                 |
| 2013 | Marc-Oliver Bischoff                  | Tödliche Fortsetzung                | Grafit, Dortmund 2012            |
| 2014 | Harald Gilbers                        | Germania                            | Knaur, München 2013              |
| 2015 | Sascha Arango                         | Die Wahrheit und andere Lügen       | C. Bertelsmann, München 2014     |
| 2016 | Benjamin Cors                         | Strandgut                           | dtv, München 2015                |
| 2017 | Frank Schlößer                        | Der letzte Pfeil                    | Emons, Köln 2016                 |
| 2018 | Harald J. Marburger                   | Der Totengräberspätzle              | Emons, Köln 2017                 |
| 2019 | Cid Jonas Gutenrath                   | Skorpione                           | Ullstein, Berlin 2018            |
| 2020 | Lioba Werrelmann                      | Hinterhaus                          | Bastei Lübbe, Köln 2019          |
| 2021 | Laura Noll                            | Der Tod des Henkers                 | Gmeiner, Meßkirch 2020           |
| 2022 | Eberhard Michaely                     | Frau Helbing und der tote Fagottist | Kampa, Zürich 2021               |
| 2023 | Sybille Ruge                          | Davenport 160 x 90                  | Suhrkamp Verlag, Berlin, 2022    |
| 2024 | Caroline Seibt                        | Gestohlenes Kind                    | dp Verlag, Stuttgart, 2023       |

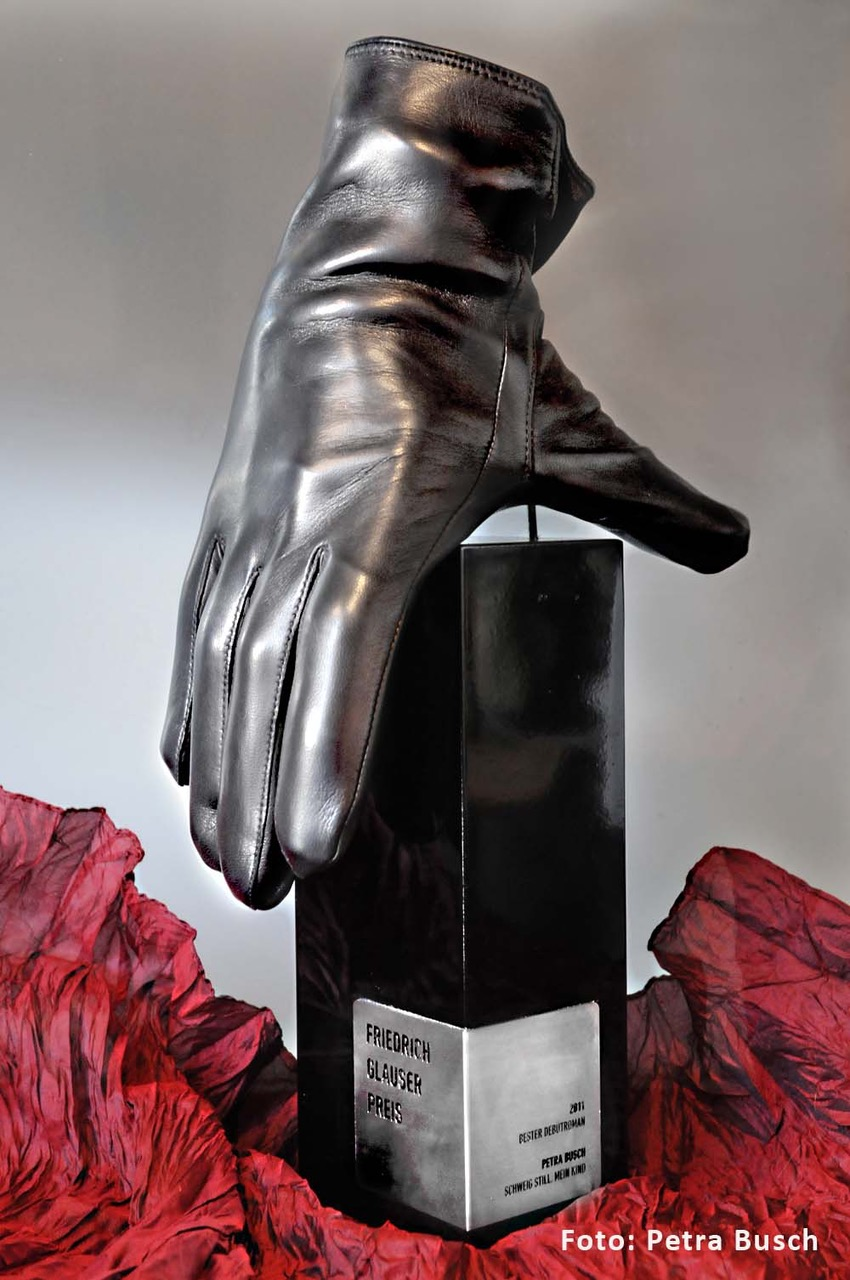
Friedrich-Glauser-Preis 2011 für Petra Busch: Bester Erstlingsroman
Schweig still, mein Kind (2010)

1 = Die Verlags- und Jahresangaben beziehen sich auf die deutschsprachigen Originalausgaben

### Beste Krimi-Kurzgeschichte
| Jahr | Preisträger/-in        | Titel                              | Anthologie                                                                        | Verlag                                          |
| ---- | ---------------------- | ---------------------------------- | --------------------------------------------------------------------------------- | ----------------------------------------------- |
| 2002 | Nessa Altura           | Der Burschl aus Tirol              | Tatort Berg (Hrsg.: Ann E. Hacker)                                                | Vertigo, München 2001                           |
| 2003 | Gunter Gerlach         | Pauli, Tod und Teufel              | Schwarze Hefte, Bd. 39                                                            | Hamburger Abendblatt, Hamburg 2002              |
| 2004 | Carmen Korn            | Unter Partisanen                   | Du sollst nicht töten (Hrsg.: Regula Venske)                                      | Scherz, Bern u. a. 2003                         |
| 2005 | Gunter Gerlach         | Die Hochzeit in Vörde              | Mord am Niederrhein                                                               | Grafit, Dortmund 2004                           |
| 2006 | Jürgen Ehlers          | Weltspartag in Hamminkeln          | Mords-Feste: Kalender-Krimis vom Tatort Niederrhein (Hrsg.: Ina Coelen)           | Leporello, Krefeld 2005                         |
| 2007 | Sabina Naber           | Peter in St. Paul                  | Mörderisch unterwegs (Hrsg.: Edith Kneifl)                                        | Milena, Wien 2006                               |
| 2008 | Bernhard Jaumann       | Schnee an der Blutkuppe            | Zum Sterben schön                                                                 | Wunderlich, Reinbek 2007                        |
| 2009 | Judith Merchant        | Monopoly                           | Money. Geschichten von schönen Scheinen (Hrsg.: Susanne Schubarsky und Fran Henz) | Heyn, Klagenfurt 2008                           |
| 2010 | Zoe Beck               | Draußen                            | München blutrot (Hrsg.: Andreas Izquierdo & Angela Eßer)                          | Kölnisch-Preußische Lektoratsanstalt, Köln 2009 |
| 2011 | Judith Merchant        | Annette schreibt eine Ballade      | Mörderisches Münsterland (Hrsg.: Sandra Lüpkes und Jürgen Kehrer)                 | KBV, Hillesheim 2010                            |
| 2012 | Nina George            | Das Spiel ihres Lebens             | Scharf geschossen (Hrsg.: Rebecca Gablé und Thomas Hoeps)                         | KBV, Hillesheim 2011                            |
| 2013 | Regina Schleheck       | Hackfleisch                        | Mordsküche (Hrsg.: Greta Wallenhorst)                                             | Der Kleine Buch Verlag, Karlsruhe 2012          |
| 2014 | Alexander Pfeiffer     | Auf deine Lider senk ich Schlummer | Küche, Diele, Mord (Hrsg.: Almuth Heuner)                                         | KBV, Hillesheim 2013                            |
| 2015 | Christiane Geldmacher  | Fanpost                            | Online ins Jenseits                                                               | Grafit, Dortmund 2014                           |
| 2016 | Iris Leister           | Der Hias                           | BoandlKramer & andere Geschichten aus dem Bayerischen Wald                        | HePeLo, Schönberg 2015                          |
| 2017 | Thomas Kastura         | Genug ist genug                    | Plätzchen, Punsch und Psychokiller                                                | Knaur                                           |
| 2018 | Karr & Wehner          | Hier in Tremonia                   | Killing You Softly (Hrsg.: Peter Godazgar)                                        | KBV, Hillesheim 2017                            |
| 2019 | Almuth Heuner          | Schwarzes Erbe                     | Zechen, Zoff und Zuckerwerk (Hrsg.: Almuth Heuner)                                | Prolibris, Kassel 2018                          |
| 2020 | Sunil Mann             | Der Watschenmann                   | Blutige Lippe 3 (Hrsg.: Hartmut Marks)                                            | Ventura, Werne 2019                             |
| 2021 | Raoul Biltgen          | Der ruhende Pol                    | Les Cahiers Luxembourgeois                                                        |                                                 |
| 2022 | Kathrin Heinrichs      | Freier Fall                        | Im Mordfall Iserlohn (Hrsg.: Kathrin Heinrichs und Walter Wehner)                 | Emons, Köln 2021                                |
| 2023 | Christiane Dieckerhoff | Bescherkind                        | Wichtel, Wunder, Weihnachtsmord                                                   | KNAUR, München, 2022                            |
| 2024 | Franziska Henze        | Grenzerfahrung                     | Tatort Nord 2 – Urlaubskrimis von Helgoland bis Usedom                            | Verlagsgruppe HarperCollins, Hamburg, 2023      |

### Glauser Ehrenpreis – Auszeichnung für besondere Verdienste
| Jahr | Preisträger/-in   | Jahr | Preisträger/-in      | Jahr | Preisträger/-in                | Jahr | Preisträger/-in              |
| ---- | ----------------- | ---- | -------------------- | ---- | ------------------------------ | ---- | ---------------------------- |
| 1987 | Richard K. Flesch | 1988 | Jörg Fauser (postum) | 1989 | Hansjörg Martin                | 1990 | Heinz Werner Höber           |
| 1991 | Jürgen Roland     | 1992 | Horst Bosetzky (-ky) | 1993 | Friedhelm Werremeier           | 1994 | Tom Wittgen                  |
| 1995 | Herbert Reinecker | 1996 | Peter Zeindler       | 1997 | Richard Hey                    | 1998 | Michael Molsner              |
| 1999 | Felix Huby        | 2000 | Doris Gercke         | 2001 | Fred Breinersdorfer            | 2002 | Gerhard Neumann              |
| 2003 | Jacques Berndorf  | 2004 | Alfred Miersch       | 2005 | Ingrid Noll                    | 2006 | Edgar Marsch                 |
| 2007 | Irene Rodrian     | 2008 | Sabine Deitmer       | 2009 | Hans Werner Kettenbach         | 2010 | Rutger Booß                  |
| 2011 | Jürgen Alberts    | 2012 | Thomas Przybilka     | 2013 | Gunter Gerlach                 | 2014 | Hermann-Josef Emons          |
| 2015 | Heikedine Körting | 2016 | Jürgen Kehrer        | 2017 | Sigrun Krauß und Herbert Knorr | 2018 | Edith Kneifl                 |
| 2019 | Thomas Koch       | 2020 | Nina George          | 2021 | Angela Eßer                    | 2022 | Beate Maxian und Jeff Maxian |
| 2023 | Ralf Kramp        | 2024 | Paul Ott             |      |                                |      |                              |

### Hansjörg-Martin-Preis – Kinder- und Jugendkrimipreis
Der Hansjörg-Martin-Preis war die Auszeichnung für Kinder- und Jugendkriminalliteratur der „Autorengruppe deutschsprachige Kriminalliteratur“ – Das Syndikat. Der Preis wurde von 2000 bis 2019 in Gedenken an den 1999 verstorbenen Kriminalschriftsteller Hansjörg Martin verliehen. Im Jahr 2020 wurde er aufgeteilt und umbenannt in Glauser-Preis für den besten Kinderkrimi und Glauser-Preis für den besten Jugendkrimi, die jeweils mit 2000 Euro dotiert sind.

#### Auswahlverfahren
Die Jury besteht aus vier Autoren und dem Jury-Sekretär. Dem Jury-Sekretär obliegen die Koordination zwischen den Jury-Mitgliedern und die Leitung der Sitzungen.
Zusätzlich gibt es eine „Kinder- und Jugendjury“, die von einem Jury-Mitglied betreut wird und derzeit aus vier Kindern bzw. Jugendlichen besteht. Für die Leitung der Jugendjury kommen vor allem Autoren in Betracht, die in privaten oder beruflichen Zusammenhängen mit lese- und schreibfreudigen Kindern und Jugendlichen zu tun haben. Die Beratungen in dieser Jury erfolgen eigenständig. In den letzten Jahren haben hier vor allem Jugendliche mitgearbeitet, die sich in ihrer Freizeit in Schreibgruppen engagieren, sich also über das Lesen hinaus mit Literatur beschäftigen. Die räumliche Nähe der Jugendlichen erlaubt regelmäßige Treffen, den Austausch und die Bewertung über das bis dahin vorliegende Buchmaterial.
Am Beginn eines jeden Jahres treffen sich Jury und Kinder- und Jugendjury zu einer gemeinsamen Sitzung, auf der die Entscheidung über die fünf Nominierten fällt, von denen einer der endgültige Preisträger ist. Die Mitglieder der Kinder- und Jugendjury sind dabei voll stimmberechtigt.

#### Preisträger Hansjörg-Martin-Preis
| Jahr | Preisträger/-in            | Titel                                                   | Verlag1                       |
| ---- | -------------------------- | ------------------------------------------------------- | ----------------------------- |
| 2000 | Günther Bentele            | Schwarzer Valentinstag                                  | Thienemann, Stuttgart 1999    |
| 2001 | Rudolf Herfurtner          | Milo und die Jagd nach dem grünhaarigen Mädchen         | Hanser, München 2000          |
| 2002 | Lilli Thal                 | Kommissar Pillermeier und die falschen Weihnachtsmänner | Rowohlt, Reinbek 2001         |
| 2003 | Zoran Drvenkar             | Cengiz & Locke                                          | Carlsen, Hamburg 2002         |
| 2004 | Ulrike Schweikert          | Das Jahr der Verschwörer                                | Arena, Würzburg 2003          |
| 2005 | Sabine Ludwig              | Die Nacht, in der Mr. Singh verschwand                  | Dressler, Hamburg 2004        |
| 2006 | Jürgen Banscherus          | Ein Fall für Kwiatkowski                                | Arena, Würzburg 2005          |
| 2007 | Christoph Wortberg         | Die Farbe der Angst                                     | Thienemann, Stuttgart 2006    |
| 2008 | Boris Koch                 | Feuer im Blut                                           | Beltz und Gelberg, Weinheim   |
| 2009 | Christian Linker           | Blitzlichtgewitter                                      | dtv, München 2008             |
| 2010 | Marlene Röder              | Zebraland                                               | Ravensburger, Ravensburg 2009 |
| 2011 | Silke Lambeck              | Die wilde Farm                                          | Bloomsbury, Berlin 2010       |
| 2012 | Maja von Vogel             | Nachtsplitter                                           | dtv, München 2011             |
| 2013 | Susan Kreller              | Elefanten sieht man nicht                               | Carlsen, Hamburg 2012         |
| 2014 | Alice Gabathuler           | no_way_out                                              | Thienemann, Stuttgart 2013    |
| 2015 | Ulrike Rylance Lisa Hänsch | Penny Pepper – Alles kein Problem                       | dtv Junior, München 2014      |
| 2016 | Ursula Poznanski           | Layers                                                  | Loewe, Bindlach 2015          |
| 2017 | Alexandra Fischer-Hunold   | Lord Gordon – Ein Mops in königlicher Mission           | Ravensburger                  |
| 2018 | Ortwin Ramadan             | Glück ist was für Anfänger                              | Coppenrath, Münster 2017      |
| 2019 | June Perry                 | White Maze                                              | Arena, Würzburg 2018          |

1 = Die Verlags- und Jahresangaben beziehen sich auf die deutschsprachigen Originalausgaben

#### Preisträger bester Kinderkrimi
| Jahr | Preisträger/in | Titel                                                               | Verlag1                  |
| ---- | -------------- | ------------------------------------------------------------------- | ------------------------ |
| 2021 | Jana Scheerer  | Geister sind unser Geschäft                                         | WooW Books, Zürich 2020  |
| 2022 | Cornelia Franz | Calypsos Irrfahrt                                                   | Carlsen, Hamburg 2021    |
| 2023 | Oliver Schlick | Rory Shy, der schüchterne Detektiv – Das Rätsel um Schloss Eichhorn | Ueberreuter, Berlin 2022 |
| 2024 | Lena Hach      | Was Wanda will                                                      | mixtvision, München 2023 |

1 = Die Verlags- und Jahresangaben beziehen sich auf die deutschsprachigen Originalausgaben

#### Preisträger bester Jugendkrimi
| Jahr | Preisträger/in     | Titel                               | Verlag1                       |
| ---- | ------------------ | ----------------------------------- | ----------------------------- |
| 2020 | Wulf Dorn          | 21 - Dunkle Begleiter               | cbj, München, 2019            |
| 2021 | Andreas Götz       | Wir sind die Wahrheit               | Dressler, Hamburg 2020        |
| 2022 | Dirk Reinhardt     | Perfect storm                       | Gerstenberg, Hildesheim, 2021 |
| 2023 | Elisabeth Herrmann | Ravna – Die Tote in den Nachtbergen | cbj, München, 2022            |
| 2024 | Ursula Poznanski   | Oracle                              | Loewe, Bindlach, 2023         |

1 = Die Verlags- und Jahresangaben beziehen sich auf die deutschsprachigen Originalausgaben